# Dudești (cartier)
Dudești este un cartier situat în sectorul 3 al Bucureștiului. Se învecinează cu cartierele Vitan, Văcărești și Dristor. Renumita „Crucea de piatră” din perioada interbelică a fost simbolul bordelurilor  din cartierul Dudești cu celebre felinare roșii, acolo existând peste 20 de case de toleranță, cu varii tarife pentru toate buzunarele („Cu un pol puteai cumpăra o oră de amor”), desființate în urma decretului din 1949 al fostei Republici Populare Române. Locul era numit astfel după o cruce de piatră care era așezată in fața unei biserici bombardată în Primul Război Mondial. Numele de Cruce de hotar i-a rămas din vremuri străvechi, când crucea de demarcație a teritoriului era din piatră, un obicei al domnitorilor români de a marca astfel zone de periferie ale orașului. „Crucea de Piatră care era înconjurată de un gard de fier” se găsea situată la intersecția Văcăreștiului cu Dudeștii, unde se afla o biserică reconstruită pe vechiul locaș al uneia mai vechi. În vecinătate se găseau: poșta Vitan, piața Vitan, școala generală nr. 72 (situată pe strada Anton Pann) și cinematograful Flacăra, iar ca mijloc de transport în comun circula tramvaiul 19. În Dudești se aflau varii comunități etnice. Cartierul a fost desființat de către regimul comunist în anii '80.

## Istorie
Cultura Dudești (mileniile 5-4 î.Hr.) care cuprindea zona Câmpiei Române și Dobrogea a fost numită după
această zonă în care s-au făcut primele descoperiri.
Zona a fost în trecut un sat, dar pe măsură ce Bucureștiul s-a extins a fost absorbit de acesta. Numele vine de la familia aristocrată din Valahia Dudești. 
În timpul primei domnii a lui Alexandru Moruzi în zonă a fost inaugurat un spital pentru ciumați.
Spre deosebire de alte cartiere, zona a scăpat planului de sistematizare a orașului din perioada comunistă.

## Repere
- Depoul RATB Dudești
- București Mall